# 월로프어 위키백과

월로프어 위키백과는 월로프어로 운영되는 위키백과이다. 기호는 wo이다.